# Albert LeGatt
Albert LeGatt (Melfort, 6 maggio 1953) è un arcivescovo cattolico canadese, dal 3 luglio 2009 arcivescovo metropolita di Saint-Boniface.

## Biografia
Ha seguito il primo ciclo di studi a Melfort, dove ha frequentato il collegio universitario di Saint Boniface e ha conseguito il baccalaureato in filosofia e francese nel 1974.
Successivamente ha insegnato per tre anni il francese in una scuola tecnica secondaria in Ghana, nell’ambito dei programmi di servizio universitario canadese "oltre-mare". 

### Formazione e ministero sacerdotale
Dopo essere entrato nel seminario maggiore di Québec nel 1977, ha completato il ciclo teologico, studiando teologia presso l'università "Laval" a Québec, conseguendo il baccellierato ed è stato ordinato sacerdote il 9 giugno 1983 a Saint-Briex per la diocesi di Prince-Albert. 
Dal 1990 al 1999 ha svolto l'incarico di direttore delle vocazioni, consultore e coordinatore della commissione diocesana di liturgia. Nel 1999 è divenuto parroco della cattedrale di Prince-Albert.
Dal 2000 al 2001 ha proseguito gli studi in liturgia pastorale presso l'università di Notre Dame di South Bend in  Indiana.

### Ministero episcopale
Il 26 luglio 2001 papa Giovanni Paolo II lo ha nominato vescovo di Saskatoon.
Ha ricevuto l'ordinazione episcopale il 5 ottobre successivo nella chiesa di San Patrick a Saskatoon dalle mani del vescovo di Prince-Albert Blaise-Ernest Morand, co-consacranti l'arcivescovo emerito di Halifax James Martin Hayes e l'arcivescovo di Regina Peter Joseph Mallon.
Il 3 luglio 2009 papa Benedetto XVI lo ha promosso arcivescovo metropolita di Saint-Boniface, succedendo al predecessore Émilius Goulet, dimessosi per raggiunti limiti di età . Ha preso possesso dell'arcidiocesi il 21 settembre successivo e ha ricevuto il pallio il 29 giugno 2010.
Il 5 ottobre 2006 e il 27 marzo 2017 ha compiuto la visita ad limina.
Nel 2018 ha invitato papa Francesco a presiedere alla celebrazione del 200º anniversario dell'evangelizzazione dell'ovest e del nord del Canada, il quale ha successivamente nominato il cardinale Gérald Cyprien Lacroix, arcivescovo del Quebec suo inviato speciale.
Attualmente è membro della commissione episcopale della Conferenza episcopale canadese per l'unità dei cristiani, le relazioni religiose con gli ebrei e il dialogo interreligioso.
Durante il viaggio apostolico di papa Francesco in Canada avvenuto nel mese di luglio 2022 ha accompagnato alcuni sopravvissuti delle scuole residenziali all'incontro avvenuto con il Santo Padre ad Alberta, durante il quale quest'ultimo ha chiesto perdono per quanto fosse accaduto in passato.

## Stemma e motto

Stemma episcopale

D'azzurro, alla fascia ondata d'argento, accompagnata in punta dalla colomba d'argento nimbata d'oro e in capo dal covone di grano al naturale affiancato da due quadretti di ermellino.
Ornamenti esterni da arcivescovo metropolita.
Motto: Ut unum sint..

## Genealogia episcopale
La genealogia episcopale è:
- Cardinale Scipione Rebiba
- Cardinale Giulio Antonio Santori
- Cardinale Girolamo Bernerio, O.P.
- Arcivescovo Galeazzo Sanvitale
- Cardinale Ludovico Ludovisi
- Cardinale Luigi Caetani
- Cardinale Ulderico Carpegna
- Cardinale Paluzzo Paluzzi Altieri degli Albertoni
- Papa Benedetto XIII
- Papa Benedetto XIV
- Cardinale Enrico Enriquez
- Arcivescovo Manuel Quintano Bonifaz
- Cardinale Buenaventura Córdoba Espinosa de la Cerda
- Cardinale Giuseppe Maria Doria Pamphilj
- Papa Pio VIII
- Papa Pio IX
- Cardinale Alessandro Franchi
- Cardinale Giovanni Simeoni
- Cardinale Antonio Agliardi
- Cardinale Basilio Pompilj
- Cardinale Adeodato Piazza, O.C.D.
- Cardinale Paul-Émile Léger, P.S.S.
- Vescovo Laurent Morin
- Vescovo Blaise-Ernest Morand
- Arcivescovo Albert LeGatt